# Pogány-völgyi rétek
Pogány-völgyi rétek este o arie protejată (arie specială de conservare — SAC, sit de importanță comunitară — SCI) din Ungaria întinsă pe o suprafață de 1.987,1 ha, integral pe uscat.

## Localizare
Centrul sitului Pogány-völgyi rétek este situat la coordonatele 46°41′37″N 17°34′56″E / 46.693611°N 17.582222°E.

## Înființare
Situl Pogány-völgyi rétek a fost declarat sit de importanță comunitară în mai 2004 pentru a proteja 1 specie de plante și 13 specii de animale. Situl a fost protejat și ca arie specială de conservare în februarie 2010.

## Biodiversitate
Situată în ecoregiunea panonică, aria protejată conține 7 habitate naturale: Păduri mixte riverane de Quercus robur, Ulmus laevis și Ulmus minor, Fraxinus excelsior sau Fraxinus angustifolia, de-a lungul marilor râuri (Ulmenion minoris), Pajiști aluvionare inundabile, de Cnidion dubii, Pajiști cu Molinia pe soluri calcaroase, turboase sau argilos-nămoloase (Molinion caeruleae), Mlaștini calcaroase cu Cladium mariscus și specii de Caricion davallianae, Păduri aluvionare cu Alnus glutinosa și Fraxinus excelsior (Alno-Padion, Alnion incanae, Salicion albae), Mlaștini alcaline, Lacuri și iazuri distrofice naturale.
La baza desemnării sitului se află mai multe specii protejate:
- plante (1): Cirsium brachycephalum
- amfibieni (2): buhai de baltă cu burta roșie (Bombina bombina), triton cu creastă dobrogean (Triturus dobrogicus)
- mamifere (4): liliac cârn (Barbastella barbastellus), vidră de râu (Lutra lutra), Microtus oeconomus mehelyi, liliac de iaz (Myotis dasycneme)
- nevertebrate (5): Cucujus cinnaberinus, Euplagia quadripunctaria, rădașcă (Lucanus cervus), fluturele purpuriu (Lycaena dispar), gândacul de apă (Rhysodes sulcatus)
- pești (1): boarță (Rhodeus sericeus amarus)
- reptile (1): țestoasa de baltă (Emys orbicularis)

Pe lângă speciile protejate, pe teritoriul sitului au mai fost identificate 1 specie de nevertebrate.